# Älvdals och Nyeds tingslag
Älvdals och Nyeds tingslag var ett tingslag i Värmlands län i Älvdals och Nyeds domsaga. Tingsplats var Norra Råda.
Tingslaget inrättades 1952 i Älvdals och Nyeds domsaga och föregicks av Nyeds tingslag, Älvdals nedre tingslag och Älvdals övre tingslag. Det motsvarade Fryksdals härad.
Tingslaget uppgick den 1 januari 1971 i Sunne tingsrätt och dess domsaga.

## Omfattning

### Socknarna i häraderna
- Älvdals härad
- Nyeds härad

### Kommuner (från 1952)
- Finnskoga-Dalby landskommun
- Norra  Ny  landskommun
- Ekshärads landskommun
- Gustav  Adolfs landskommun
- Norra  Råda  landskommun
- Hagfors  stad
- Nyeds  landskommun